# پامچال یاقوتی کوهی
پامچال یاقوتی کوهی (نام علمی: Primula capillaris) نام یک گونه از سرده پامچال است.